# Armadilloniscus ninae
Armadilloniscus ninae är en kräftdjursart som beskrevs av Schultz 1984. Armadilloniscus ninae ingår i släktet Armadilloniscus och familjen Detonidae. Inga underarter finns listade i Catalogue of Life.